# Данилкин, Лев Александрович
Лев Алекса́ндрович Дани́лкин (род. 1 декабря 1974, Винница) — российский писатель, литературный критик, переводчик. Обладатель главного приза литературной премии «Большая книга».

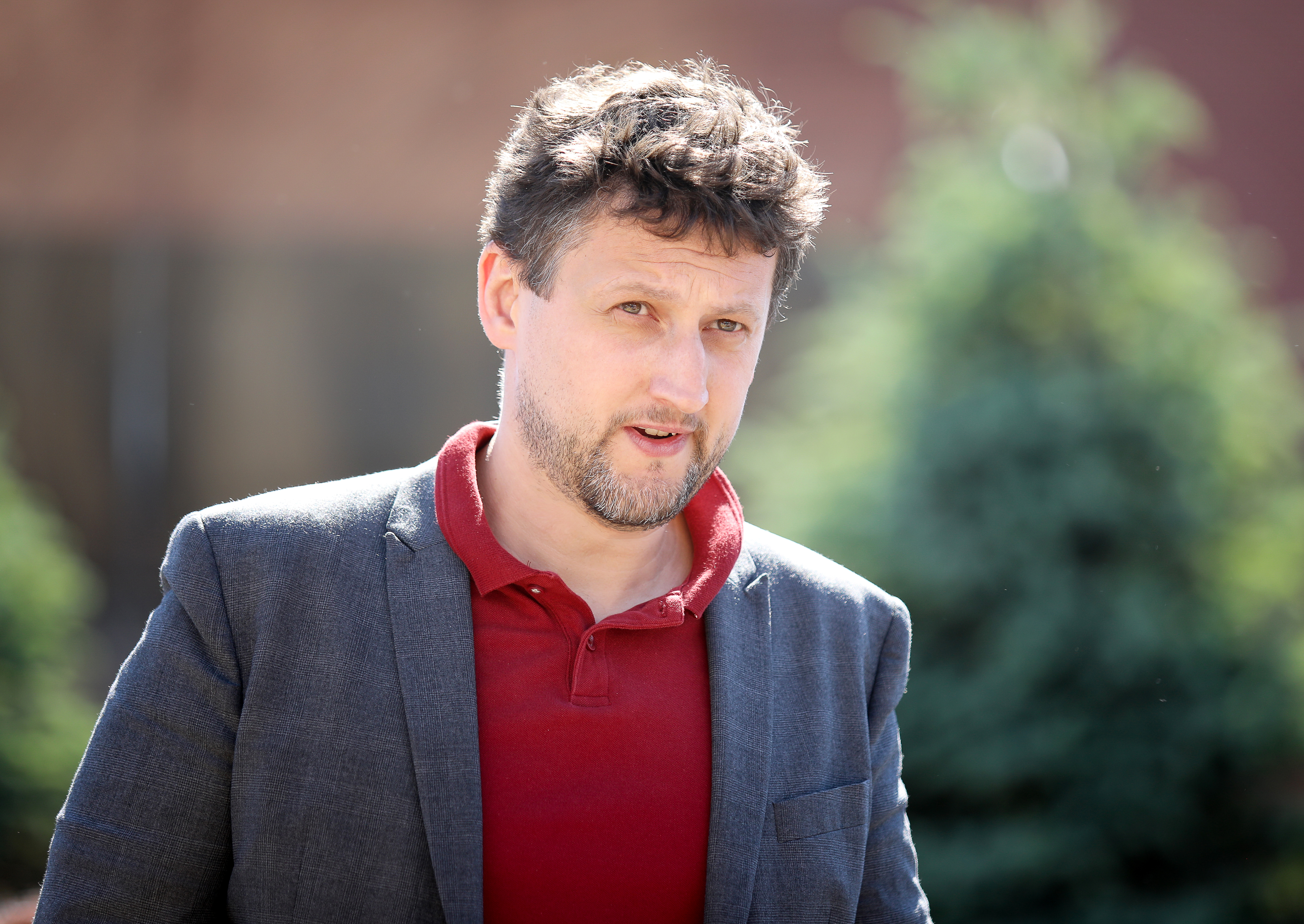

## Биография
Родился в семье учителей-словесников Александра Фёдоровича и Александры Викторовны Данилкиных. Учился в средней школе № 11 города Одинцово, потом в филологическом классе школы № 67 в Москве. Окончил филологический факультет и аспирантуру МГУ. В 1999—2000 годах работал шеф-редактором журнала Playboy, в 2000 г. — литературным обозревателем газеты «Ведомости». На протяжении пятнадцати лет, с 2000 по 2014, вёл рубрику «Книги со Львом Данилкиным» в журнале «Афиша». С сентября 2017 года по декабрь 2018 года — редактор отдела культуры «Российской газеты».
Автор биографии писателя Александра Проханова «Человек с яйцом», биографий Юрия Гагарина и Владимира Ленина в серии «Жизнь замечательных людей», сборника рассказов «Клудж», а также трёх книг о российской литературе нулевых годов. Составитель и автор предисловия к сборнику избранных работ Ленина: «Ленин: Ослиный мост» (Лимбус-пресс, СПб, 2017).
За книгу «Ленин. Пантократор солнечных пылинок» в 2017 году Данилкин получил главный приз премии «Большая книга».
Автор курса лекций и семинаров по современной русской литературе для магистратуры ВШЭ (2017—2018 г., в рамках курса «Современная русская литература: люди и институты»); ведущий семинара литературной критики в Creative Writing School (Москва), 2017.
Председатель жюри литературной премии «Лицей» в 2018 году.
Живёт в Москве.

### Премии
- 2007 — шорт-лист премии «Большая Книга», шорт-лист премии «Национальный бестселлер» (за книгу «Человек с яйцом»)
- 2009 — премии Ивана Петровича Белкина за критику, номинация «Дистанционный смотритель»;
- 2011 — премия «Александр Невский» за книгу «Юрий Гагарин»[13];
- 2017 — премия Большая книга, 1 место, 2017; премия «Книга года» в категории «Проза», 2017[14] за книгу «Ленин. Пантократор солнечных пылинок»[15];
- 2018 — историко-литературная премия «Клио» за книгу «Ленин. Пантократор солнечных пылинок»;
- 2021 — премия св. Стефана Щиляновича[16].